# Programmed Data Processor
Programmed Data Processor (аббревиатура PDP) — название серий мини-компьютеров, разработанных Digital Equipment Corporation. В этом названии не использован термин «компьютер», потому что во времена первых PDP компьютер имел репутацию большой, сложной и дорогой машины. Слово «мини-компьютер» ещё не было придумано. DEC ориентировалась на компании, которые не могли позволить себе купить большой компьютер.
Различные машины PDP могут быть сгруппированы в семейства в зависимости от длины машинного слова.

## Модели PDP

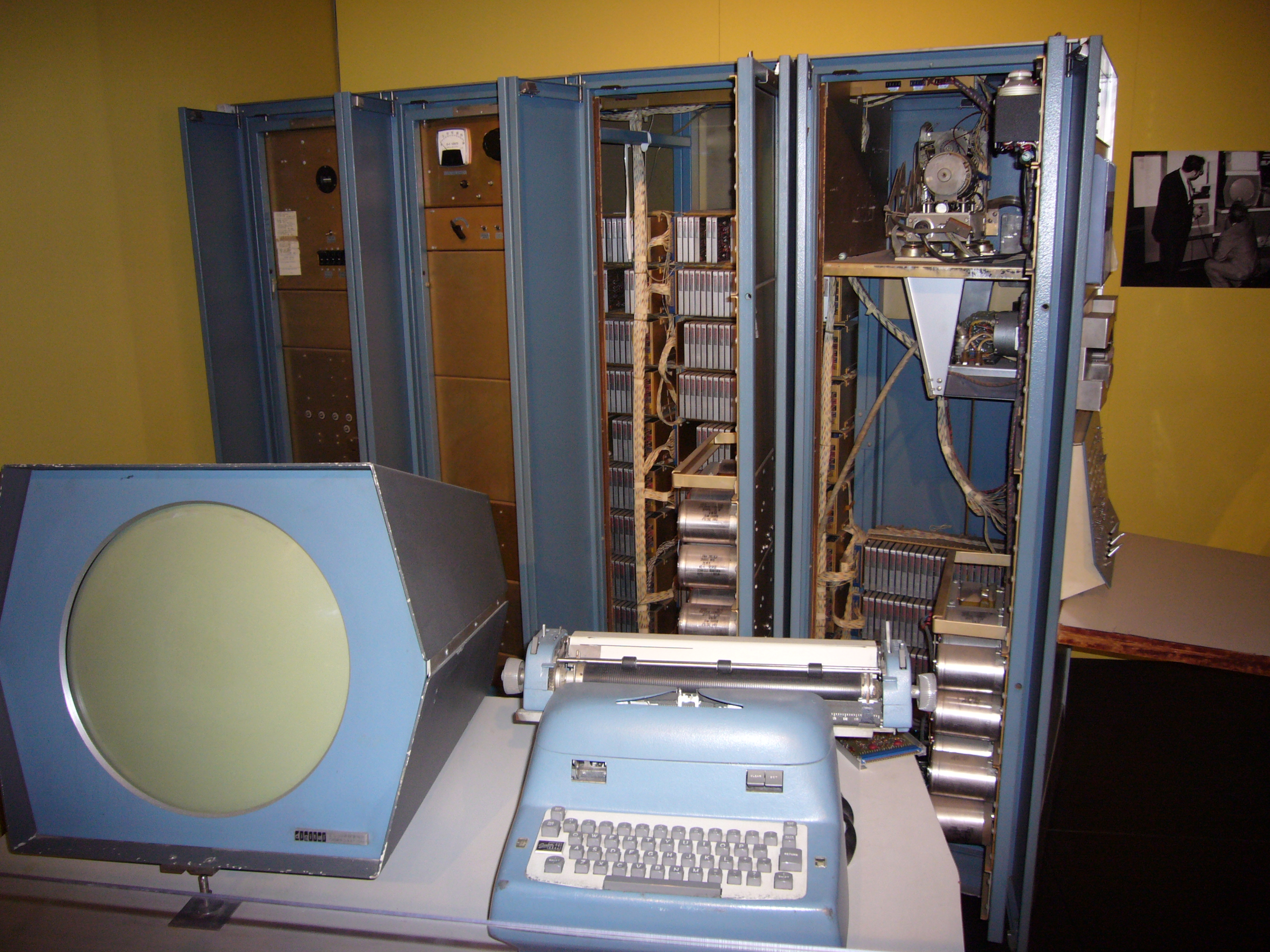
PDP-1

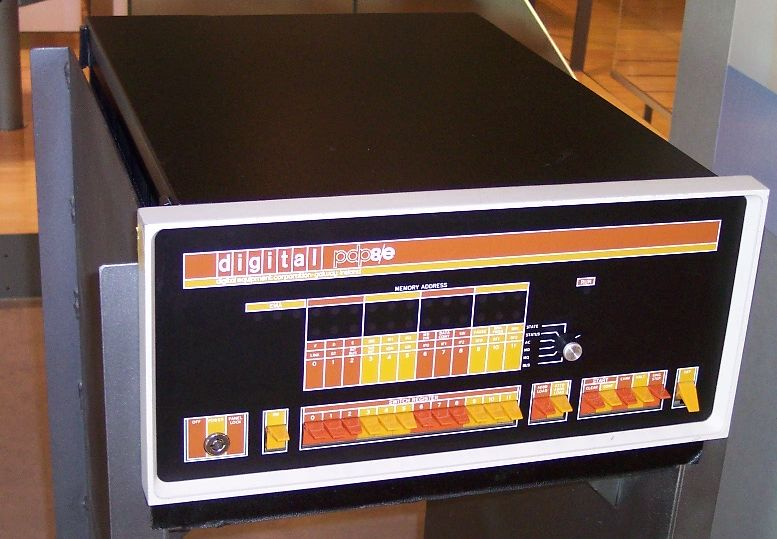
PDP-8/e

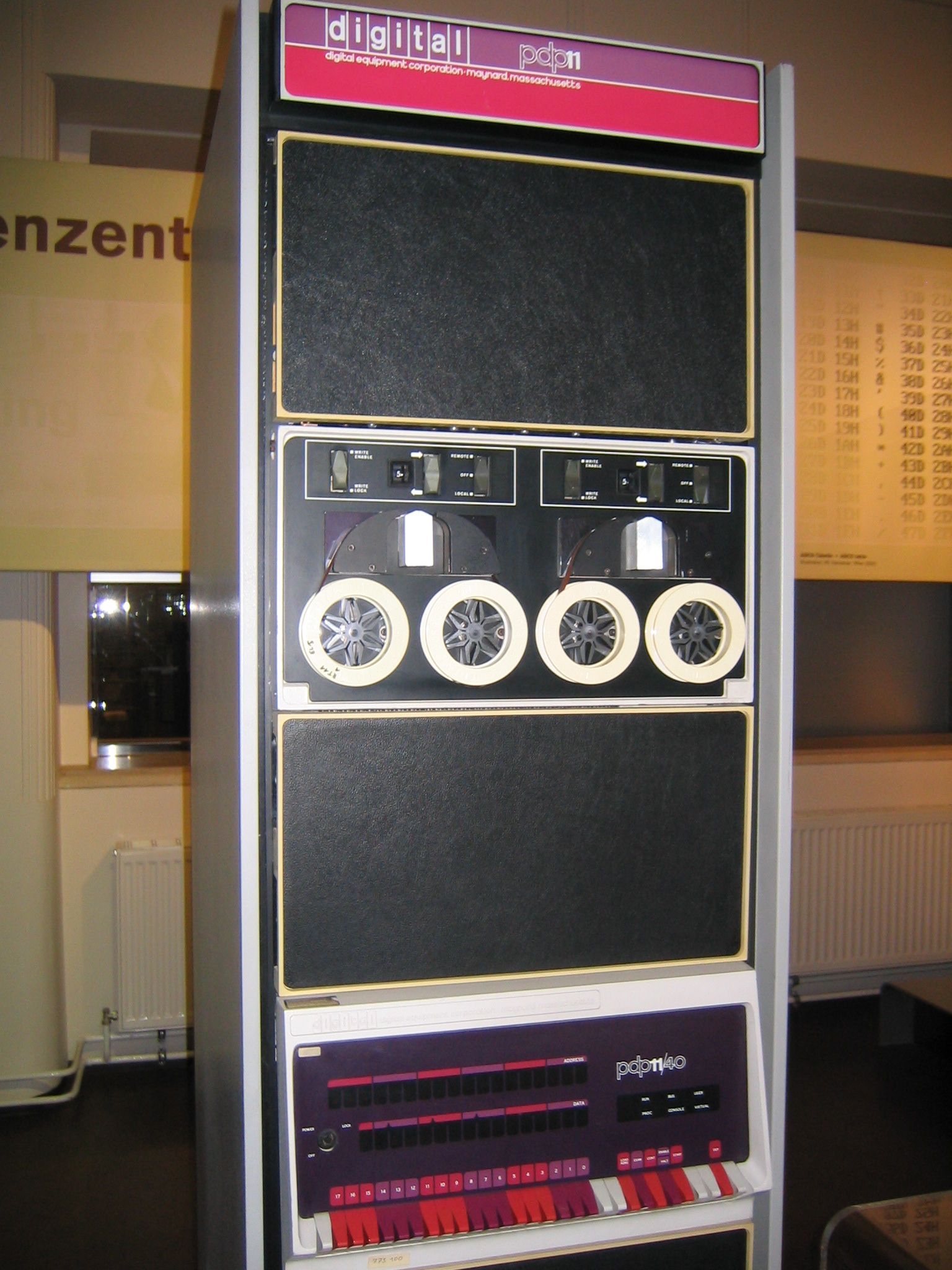
PDP-11/40

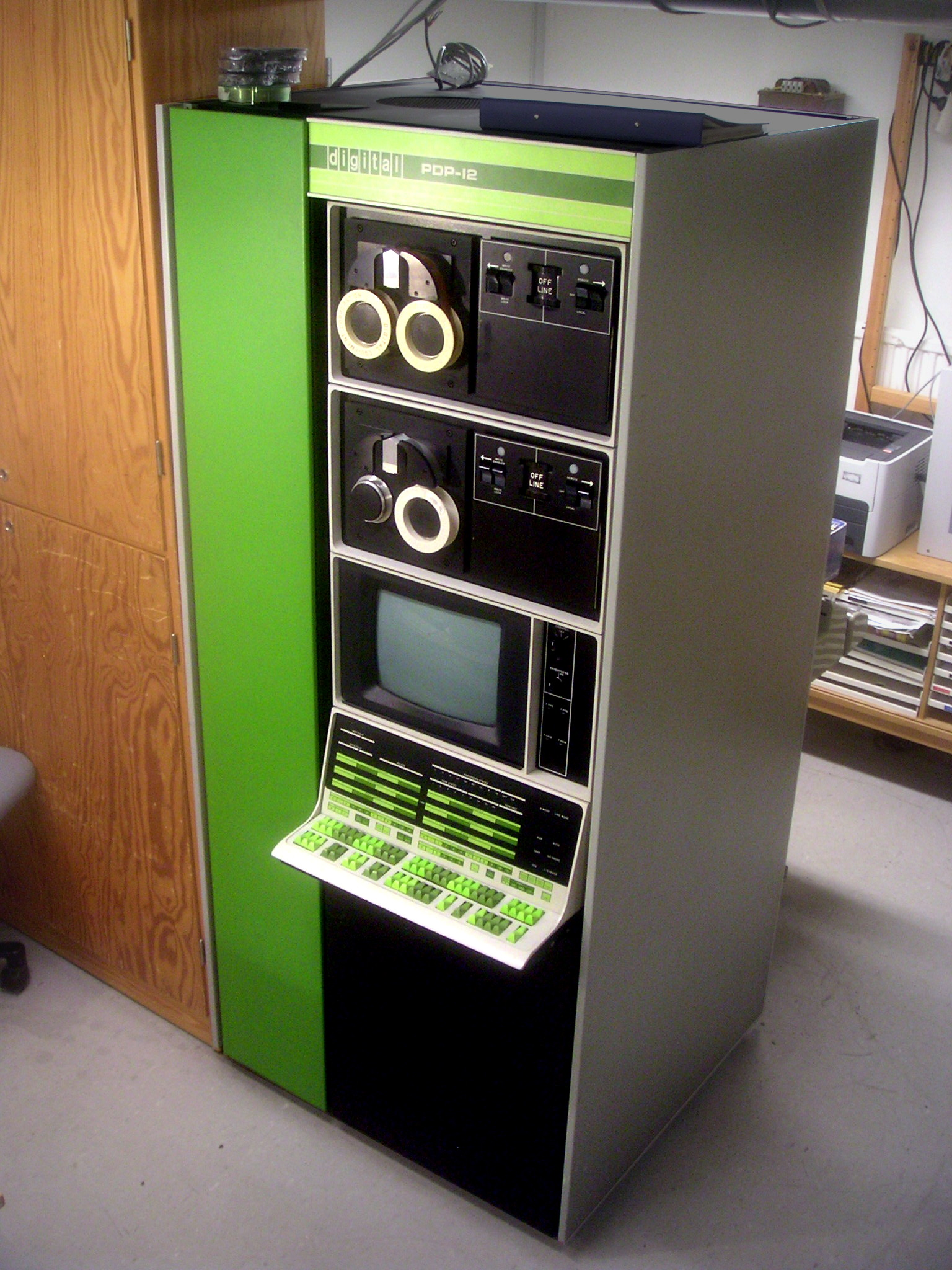
PDP-12

PDP-1(1960 г.) Первая из PDP, 18-битная машина, на которой работали операционные системы с разделением времени. Одна из первых компьютерных игр, Spacewar!, была разработана на этой машине.
PDP-2Невыпущенная разработка 24-битной машины.
PDP-3Первая 36-битная машина от DEC. Была построена в единственном экземпляре для Института научного инженеринга в Уолтеме, штат Массачусетс. По архитектуре представлял собой PDP-1 с увеличенной длиной слова.
PDP-4(1963 г.) Предполагалась как более медленная и дешёвая альтернатива PDP-1, но коммерческого успеха не имела. Все последующие 18-битные машины PDP использовали её систему команд.
PDP-5(1963 г.) Первая 12-битная машина от DEC. Представила систему команд, впоследствии использованную в PDP-8.
PDP-6(1964 г.) 36-битная машина с разделением времени. Считался большим мини-компьютером или мейнфреймом.
PDP-7(1964 г.) Замена для PDP-4. Первая версия Unix была разработана для этой машины.
PDP-8(1965 г.) 12-битная машина с минимальным набором инструкций; первый крупный коммерческий успех DEC. Многие машины были приобретены школами, университетами и исследовательскими центрами. Поздние модели были использованы в текстовых процессорах DECmate и рабочей станции VT-78 (1977 г.).
LINC-8(1966 г.) Гибрид компьютеров LINC и PDP-8; использовал две системы команд. Прародитель PDP-12.
PDP-9(1966 г.) Преемник PDP-7; первая машина от DEC, использующая микрокод.
PDP-10(1966 г.) 36-битная машина с разделением времени, имела успех на рынке. Система команд частично заимствована из PDP-6.
PDP-11(1970 г.) 16-битная машина, имевшая огромный коммерческий успех. 32-битная серия VAX была создана на её основе, первые модели VAX имели режим совместимости с PDP-11. Система команд PDP-11 оказала влияние на большое число процессоров, от Motorola 68000 до Renesas H8 и Texas Instruments MSP430. Семейство PDP-11 было исключительно долгоживущим, оставаясь на рынке более 20 лет.
PDP-12(1969 г.) Производное от LINC-8.
PDP-13Название не было использовано, скорее всего, из-за суеверия.
PDP-1412-битная машина, программируемый логический контроллер.
PDP-15(1969 г.) Последняя 18-битная машина DEC. Это единственная 18-битная машина, использовавшая интегральные схемы вместо отдельных транзисторов. Поздние модели относились к семейству «XVM».
PDP-16Программируемый логический контроллер, схож с PDP-14.

## Похожие компьютеры
- СМ ЭВМ
- Диалоговый вычислительный комплекс
- Электроника БК
- УКНЦ
- TX-0
- LINC